# Methiodal
Methiodal là một phân tử được sử dụng làm thuốc cản quang.